# Place Athanase-Bassinet
La place Athanase-Bassinet est une voie située dans le 15e arrondissement de Paris, en France.

## Situation et accès
La place est à l'intersection des rues Cambronne et Mademoiselle. Elle situe dans le quartier Necker.

## Origine du nom
La voie porte son nom en hommage à Athanase Bassinet (1850-1914), ancien maire du 15e arrondissement.